# Bradysia macfarlanei
Bradysia macfarlanei är en tvåvingeart som först beskrevs av Jones 1920.  Bradysia macfarlanei ingår i släktet Bradysia och familjen sorgmyggor. Inga underarter finns listade i Catalogue of Life.